# Hipster (subcultura anni 1940)

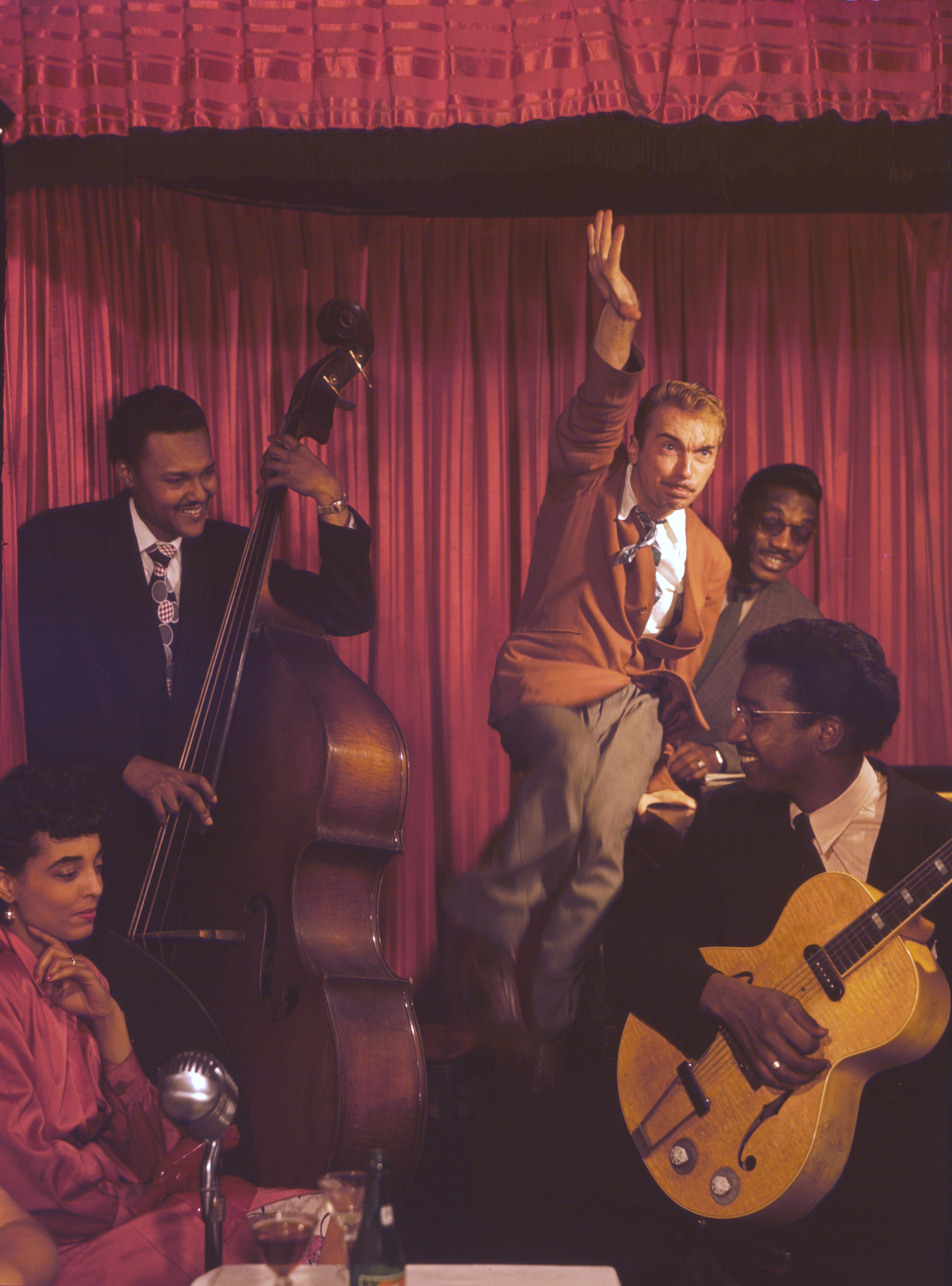
L'artista Harry Gibson (al piano) coniò il termine hipster negli anni Quaranta

Gli hipster erano gli appartenenti a un fenomeno di costume diffuso negli anni quaranta negli Stati Uniti. Si trattava di giovani bianchi della classe media appassionati di jazz, in particolare di bebop, che emulavano lo stile di vita dei jazzisti afroamericani. Non è da confondere con il fenomeno giovanile contemporaneo omonimo.

## Storia

### Origine del termine
L'etimologia del termine è discussa. Si fa risalire a hop, un termine gergale per oppio, oppure alla parola wolof hip, che significa vedere o hipi, che significa aprire gli occhi.
L'introduzione dei termini hep e hip nella lingua inglese è di origine incerta e sono state proposte numerose teorie. In origine, i jazzisti utilizzavano hep come termine generico per descrivere gli appassionati di jazz. Essi e i loro fan venivano definiti hepcats. Alla fine degli anni trenta, con la nascita dello swing, hip sostituì il termine hep. Il clarinettista Artie Shaw descrisse il cantante Bing Crosby come «il primo bianco hip nato negli Stati Uniti»
Attorno al 1940, fu coniata la parola hipster, che sostituì il termine hepcat e indicava gli appassionati di bebop e hot jazz, che desideravano distinguersi dai fan dello swing, che alla fine degli anni quaranta cominciava a essere considerato fuori moda ed era stato svilito da musicisti commerciali come Lawrence Welk e Guy Lombardo.

### Secondo dopoguerra
La sottocultura hipster si ampliò rapidamente, assumendo nuove forme dopo la seconda guerra mondiale, quando al movimento si associò una fiorente scena letteraria. Jack Kerouac descrisse gli hipster degli anni quaranta come anime erranti portatrici di una speciale spiritualità. Fu però Norman Mailer a dare una definizione precisa del movimento. In un saggio del 1967 intitolato Il bianco negro, Mailer descrisse gli hipster come esistenzialisti statunitensi, che vivevano la loro vita circondati dalla morte - annientati dalla minaccia della guerra atomica o strangolati dal conformismo sociale - e che decidevano di «divorziare dalla società, vivere senza radici e intraprendere un misterioso viaggio negli eversivi imperativi dell'Io».
Frank Tirro, nel suo libro Jazz: a History (1977), definisce in questo modo gli hipster degli anni quaranta: